# Pico da Ponta Furada

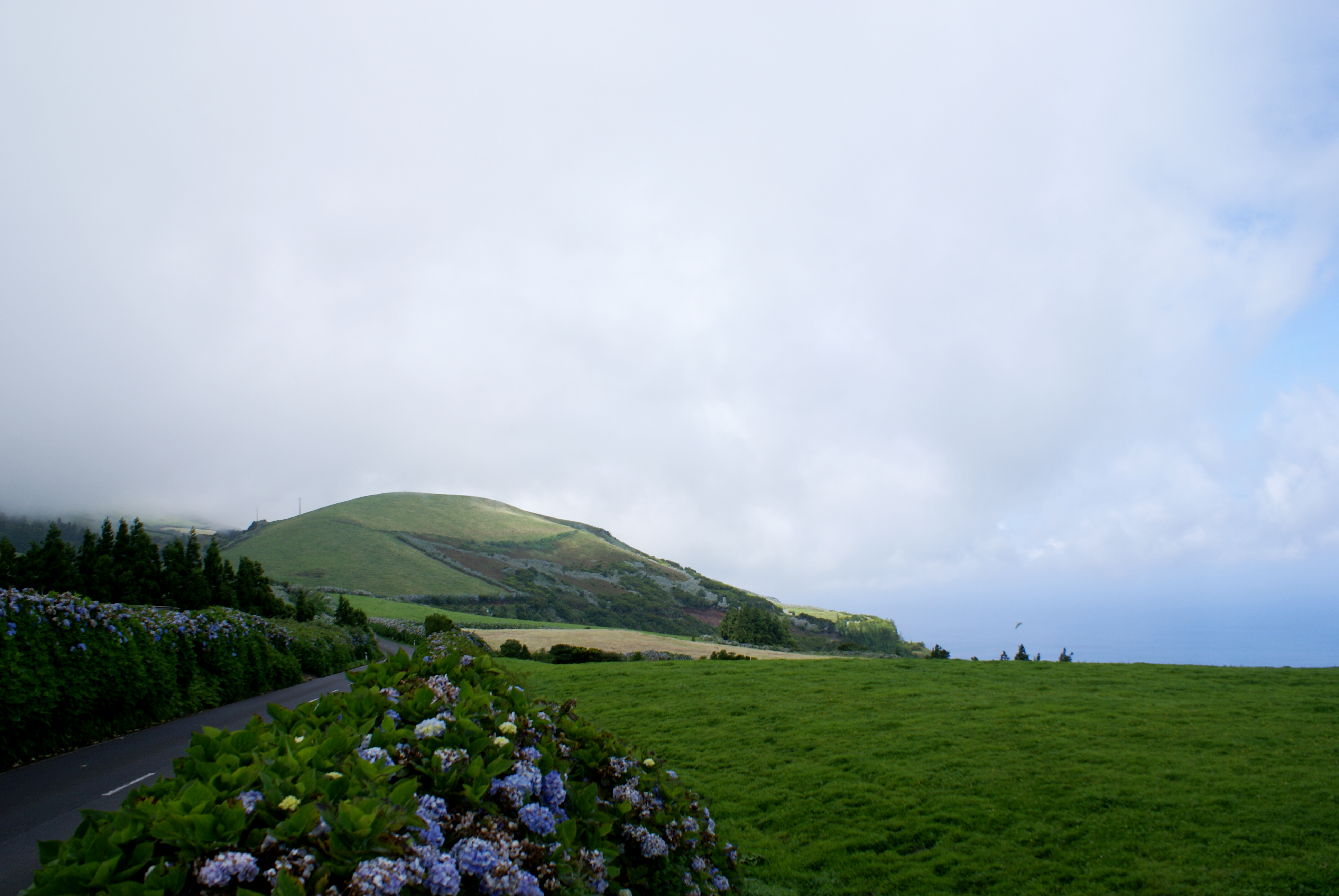
Pico da Ponta Furada, vista parcial.

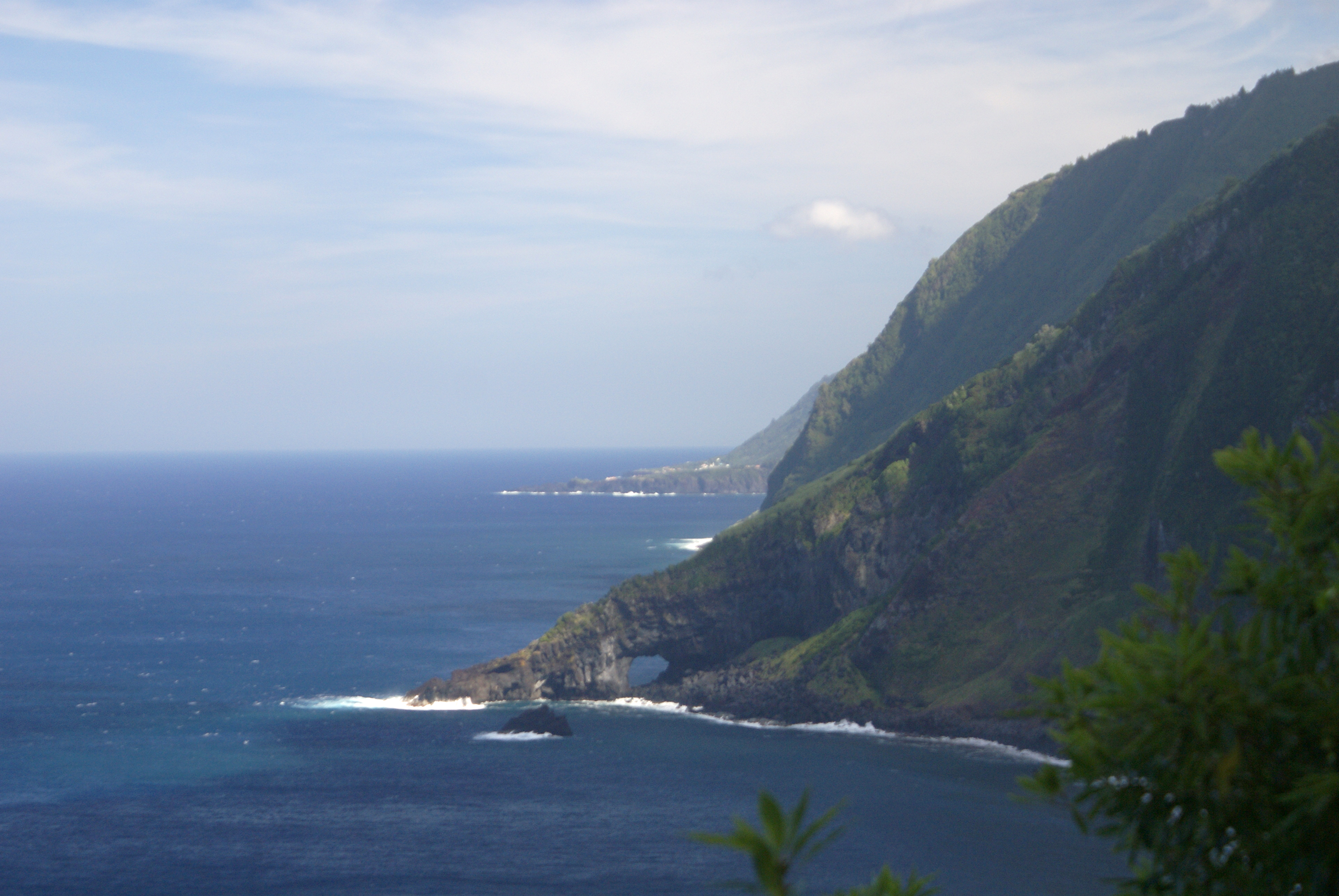
Ponta Furada (Fajã da Ponta Furada) vista da Fajã do Meio.

O Pico da Ponta Furada é uma elevação portuguesa de origem vulcânica localizada na freguesia açoriana de Santo Amaro, local do Toledo, concelho de Velas, ilha de São Jorge, arquipélago dos Açores.
Este acidente geológico encontra-se geograficamente localizado no povoado do Toledo encontra-se intimamente relacionado com a cordilheira central da ilha de são Jorge do qual faz parte. Esta formação geológica localizada a 622 metros de altitude acima do nível do mar apresenta escorrimento pluvial para a costa marítima e deve na sua formação geológica a um escorrimento lávico e piroclástico bastante antigo.
Esta formação geológica trata-se, geologicamente falando, de um domo vulcânico de média dimensão cujo surgimento é muito antigo, pelo que se encontra bastante afectados pela erosão.
Este domo do Pico da Ponta Furada encontra-se na divisória entre o Toledo e a localidade de Santo António, já na fronteira com a freguesia do Norte Grande e é aqui que tem origem a formação geológica denominada Ponta Furada que se estende até ao mar e termina numa ponta rochosa de basalto maciço, onde quase na extremidade desta existe um orifício gigantesco que a atravessa lateralmente e cuja explicação geológica é deveras difícil.
Isto levou a que os habitantes dos nortes, e do Toledo em particular, criassem lendas numa tentativa de explicar o que humanamente é inexplicável. Lendas essas são transmitidas há séculos de boca em boca pelas populações.